# 이재명 정부의 국무위원
본 문서는 이재명 정부의 국무위원 명단을 나타낸 것이다.

## 국무총리 및 국무위원
| 직위                      | 이름   | 사진 | 기간             |
| ------------------------- | ------ | ---- | ---------------- |
| 대통령 (의장)             | 이재명 |      | 2025년 6월 4일~  |
| 국무총리 (부의장)         | 김민석 |      | 2025년 7월 3일~  |
| 부총리 겸 기획재정부 장관 | 구윤철 |      | 2025년 7월 18일~ |
| 부총리 겸 교육부 장관     | 최교진 |      | 지명             |
| 과학기술정보통신부 장관   | 배경훈 |      | 2025년 7월 16일~ |
| 외교부 장관               | 조현   |      | 2025년 7월 18일~ |
| 통일부 장관               | 정동영 |      | 2025년 7월 25일~ |
| 법무부 장관               | 정성호 |      | 2025년 7월 18일~ |
| 국방부 장관               | 안규백 |      | 2025년 7월 25일~ |
| 행정안전부 장관           | 윤호중 |      | 2025년 7월 19일~ |
| 국가보훈부 장관           | 권오을 |      | 2025년 7월 25일~ |
| 문화체육관광부 장관       | 최휘영 |      | 2025년 7월 31일~ |
| 농림축산식품부 장관       | 송미령 |      | 유임             |
| 산업통상자원부 장관       | 김정관 |      | 2025년 7월 18일~ |
| 보건복지부 장관           | 정은경 |      | 2025년 7월 21일~ |
| 환경부 장관               | 김성환 |      | 2025년 7월 21일~ |
| 고용노동부 장관           | 김영훈 |      | 2025년 7월 21일~ |
| 여성가족부 장관           | 원민경 |      | 지명             |
| 국토교통부 장관           | 김윤덕 |      | 2025년 7월 31일~ |
| 해양수산부 장관           | 전재수 |      | 2025년 7월 23일~ |
| 중소벤처기업부 장관       | 한성숙 |      | 2025년 7월 23일~ |

## 같이 보기
- 문재인 정부의 국무위원
- 윤석열 정부의 국무위원